# Jacques Desrosiers au « Casa Loma »
Albums de Jacques Desrosiers
Et voici : Jacques Desrosiers
(1959) Les trois cloches
(1963)
Jacques Desrosiers au « Casa Loma » est un album live de Jacques Desrosiers, commercialisé en 1960.
Il s'agit du deuxième album solo de Jacques Desrosiers, il porte le numéro de catalogue ALF-1529.
Cet album a été réédité en 1966 sous le titre Monsieur citron (Lero).

## Composition
Tel que spécifié au recto de l'album, ce disque a été enregistré le 17 novembre 1960 au cabaret Casa Loma de Montréal.

## Pochette
Au verso, figure un texte de présentation de Roger Baulu :
« Notre pays est fait de richesse et de pauvreté..... mais notre richesse dans cette pauvreté.  Je pense ici aux fantaisistes; c'est Hudon... c'est Normand... et c'est aussi Desrosiers.  Parce que ces artistes sont peu nombreux, parce que dans tous les pays du monde les fantaisistes, les vrais, sont rares; il convient de saluer leurs accomplissements.
Bravo! à Jacques Desrosiers pour avoir eu le talent de faire ce microsillon, et le courage de le lancer dans le commerce.
À Jacques Desrosiers, mon admiration pour toutes ces heures agréables passées en sa compagnie, et dont ce disque est le prolongement. » - Roger Baulu

## Titres
| 1. | Entrée (Introduction par Jen Roger) : Comme un banjo / Le piano du pauvre / La fête à Loulou / Charleston / Monologues | Monsieur mon passé (Léo Ferré) / Le piano du pauvre (Léo Ferré) / La fête à Loulou (Castella-Rouzaud) / Charleston (Mack-Johnson) / Monologues (Jacques Desrosiers) | 4:39 |
| 2. | Y paraît que / Monologues                                                                                              | Jacques Desrosiers | 7:16 |
| 3. | Milord | Marguerite Monnot, Georges Moustaki | 3:59 |

| 4. | Trois jeunes gars (poème) | | 2:51 |
| 5. | Les chanteurs « sexy » : Ay! Mourir pour toi / Il n'y a que toi (Baby Face) / Le miracle de Ste-Anne / Une promesse / Cinq pieds deux (Five Foot Two) | Ay! Mourir pour toi (Charles Aznavour) / Y'a que toi (Harry Akst, Benny Davis, Adapt. Gaetane Lemay) / Le miracle de Ste-Anne (Dick Johnston, Norman Spunt, Adapt. Gaetane Lemay) / Une promesse (André Lejeune) / Cinq pieds deux (R. Henderson, Adapt. Serge Deyglun) | 6:50 |
| 6. | La pomme d'Adam | M. Victor | 2:11 |
| 7. | La corrida | Jacques Desrosiers | 4:30 |

## Crédits
- Direction musicale : Marcel Doré